# Українсько-канадська асоціація громадянських свобод
Українсько-канадська асоціація громадянських свобод (УКАГС) (англ. Ukrainian Canadian Civil Liberties Association, UCCLA) — незалежна, позапартійна освітня та дослідницька організація. Створена в 1986 році після розпуску «Комісії з питань громадянських свобод» (яку приєднали до Конґресу Українців Канади). Усі члени в організації є на добровільних засадах та були особливо активними в боротьбі за визнання, реституцію та примирення стосовно Перших канадських національно-інтернованих операцій. Посприяли забезпеченню компенсацій інтернованим українцям, які були здійснені у 2008 році урядом Канади за допомогою Конґресу Українців Канади та Фонду Тараса Шевченка (див. InternmentCanada.ca [Архівовано 25 березня 2014 у Wayback Machine.]). Вони також оскаржують звинувачення щодо «нацистських військових злочинців», які втекли з Східної Європи та зараз переховуються в Канаді. Водночас вказали на присутність у Канаді ветеранів НКВС / СМЕРШ / КДБ та допомогли підвищити проінформованість канадської громадськості про радянські та комуністичні воєнні злочини та комуністичні злочини проти людства (зокрема про Голодомор в Україні 1932—1933 років). Створюють численні громадські заходи на яких ретранслюють позицію українців Канади. Першим головою УКАГС був адвокат Джон Б. Грегорович. Нинішній голова Роман Закалюжний.
Члени УКАГС щорічно збираються на конклавах, що проводяться в різних містах країни, часто узгоджуючи дати зустрічей з урочистим відкриттям тримовних історичних знаків, які вшановують жертв операцій інтернування на території колишніх таборів, або вшановують інші історичні події в українській та українсько-канадській історії. Асоціація та її прихильники встановили два десятки тримовних знаків та чотири статуї на території Канади, України та Франції, де вшанували Пилипа Коновала.Також організація пом'янула українсько-канадських військовослужбовців, які воювали під час Другої світової війни (Лондон, Англія); вшанували валлійського журналіста Гарета Джонса, який розказав правду про Голодомор. УКАГС також замовила видання низки статей та книг, які розповсюджуються по всьому світу. Видання містять теми про Голодомор, Англо-американське бачення незалежності України, український націоналістичний рух до, під час і після Другої світової війни та радянські злочини проти людства і комуністичні військові злочини. У 2003—2004 роках УКАГС проводила агітацію за скасування Пулітцерівської премії за 1932 рік, яка була присвоєна Волтеру Дюранті, спеціальному кореспонденту «New York Times» у Москві (1922—1934 роках). У 1933 році, під час Голодомору, Дюранті писав, що «голоду не було», і критикував статті інших західних журналістів як «невдалі прогнози приреченості Союзу».
Одна з крайніх кампаній організації (розпочалася наприкінці зими 2010 року) просувала ідею, щоб усі 12 галерей Канадського музею з прав людини були тематичними, порівняльними та всеосяжними, а не такими, які піднімають тему страждання якоїсь однієї чи двох громад країни, нехтуючи при цьому іншими. З цією метою асоціація розповсюдила тисячі протестних листівок та опублікувала текст у «The Hill Times» (31 січня 2011 року). Деякі критики УКАГС намагаються цензерувати організацію або навіть закликати не висловлюватися членам спілки на публічних дискусіях щодо національних галерей, хоча Канадський музей з прав людини фінансується канадськими платниками податків. Ще одна крайня кампанія організації (лютий 2016 року) передбачає звернення до міністра з питань канадської спадщини, Мелані Джолі, з проханням допомогти врятувати та повторно освятити кладовище колишнього табору інтернованих «Spirit Lake (La Ferme)», що у Квебеку.
УКАГС продовжує залишатися волонтерською організацією, підтримуваною пожертвами та працею тисячі канадців українського походження.

## Видання, які вийшли за підтримки УКАГС
Деякі книги та брошури, опубліковані за підтримки УКАГС:
- Luciuk, Lubomyr (2006). Without Just Cause: Canada's First National Internment Operations and the Ukrainian Canadians, 1914-1920. Kingston, Ont.: Kashtan Press.
- Luciuk, Lubomyr (2001). In Fear of the Barbed Wire Fence: Canada's First National Internment Operations and the Ukrainian Canadians, 1914-1920. Kingston, Ont.: Kashtan Press.
- Lubomyr Luciuk and Ron Sorobey, Konowal: A Canadian Hero (Kingston, Ont.: Kashtan Press, 2000)
- Luciuk, Lubomyr; Yurieva, Natalka; Zakaluzny, Roman (1999). Roll Call: Lest We Forget (PDF). [Kingston?]: UCCLA. Архів оригіналу (PDF) за 6 липня 2011. Процитовано 28 серпня 2010.
- Luciuk, Lubomyr; Sydoruk, Borys, ред. (1997). In My Charge: The Canadian Internment Camp Photographs of Sergeant William Buck. Kingston, Ont.: Kashtan Press.
- Luciuk, Lubomyr, ред. (1994). Righting An Injustice: The Debate Over Redress for Canada's First National Internment Operations. Toronto: Justinian Press.
- Gregorovich, John B, ред. (1994). Commemorating An Injustice: Fort Henry and Ukrainian Canadians as "enemy aliens" during the First World War. Toronto: UCCLA.
- Luciuk, Lubomyr (1988). A Time For Atonement: Canada's First National Internment Operations and the Ukrainian Canadians, 1914-1920. Kingston, Ont.: Limestone Press.